# Suzanne Césaire
Pour les articles homonymes, voir Roussi et Césaire.

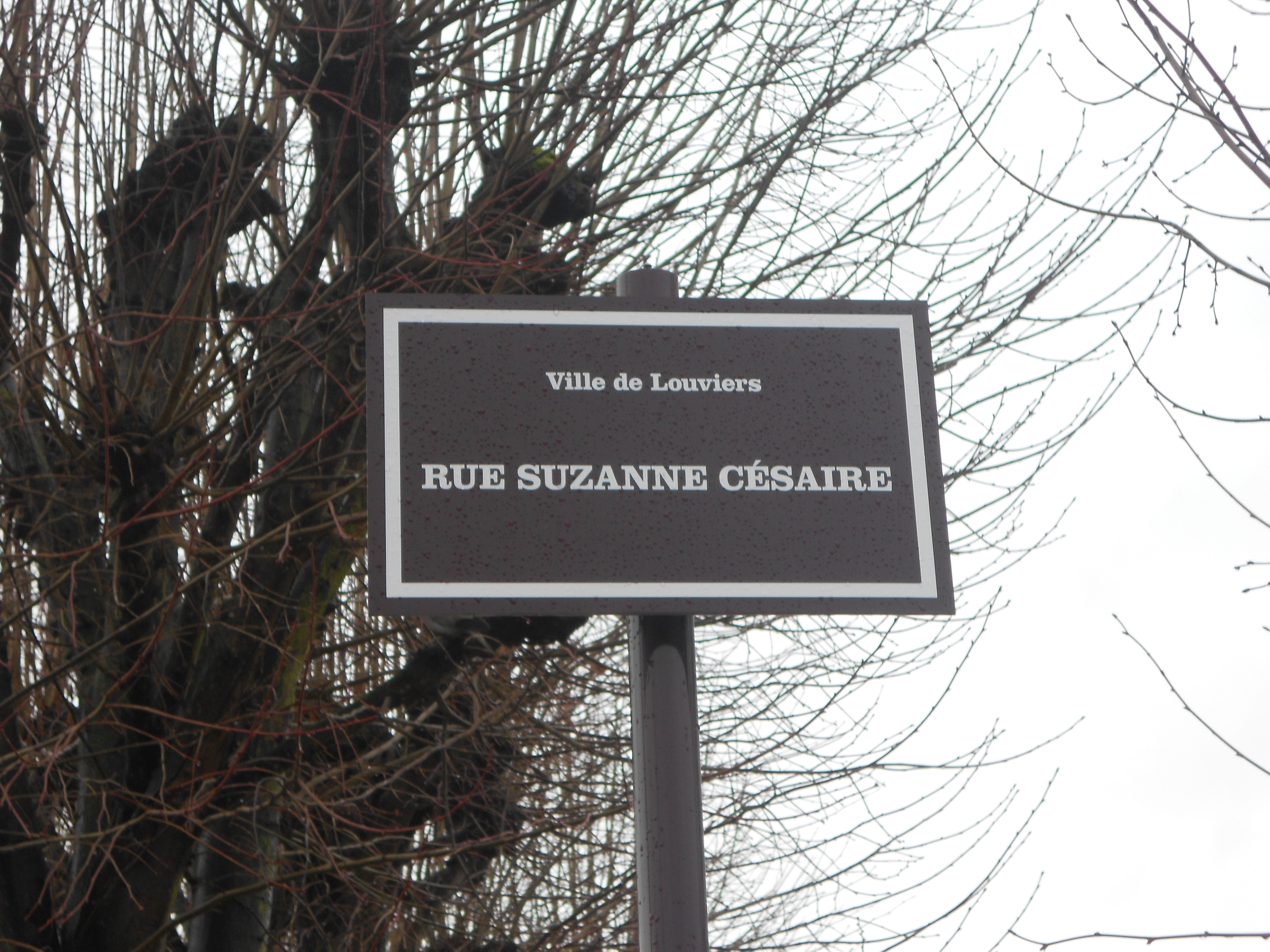

Suzanne Roussi, dite Suzanne Césaire, née le 11 août 1915 au lieu-dit Poterie aux Trois-Îlets en Martinique et morte le 16 mai 1966 dans les Yvelines, est une écrivaine martiniquaise.
Elle est cofondatrice, en 1941, avec son époux Aimé Césaire et René Ménil, de la revue Tropiques. 
Elle est la mère d'Ina Césaire.

## Biographie
Suzanne Roussi est née en août 1915 en Martinique, fille d'une institutrice, Flore William, et d'un employé d'usine sucrière, Benoit Roussi. Suzanne est étudiante à l'École normale supérieure, en 1936, quand Léopold Sédar Senghor lui présente Aimé Césaireelle tomba amoureuse et ils se marièrent le 10 juillet 1937. Ils auront six enfants. En 1938, à la fin de ses études, elle retourne en Martinique et enseigne au lycée Victor-Schœlcher à Fort-de-France.
En rétention administrative en Martinique, avant d'être autorisé à rejoindre les États-Unis, André Breton découvre la revue Tropiques, prend aussitôt contact avec ses fondateurs et se lie d'amitié avec eux (avril-juillet 1941). Suzanne Césaire publie sept articles dans la revue entre 1941 et 1945 et a la charge de son impression. Son rôle dans le succès de Tropiques est autant intellectuel qu'administratif. La revue est reconnue comme ayant été la plus influente revue littéraire des Antilles. Lorsqu’en 1943, les autorités de Vichy veulent interdire Tropiques, c'est Suzanne Césaire qui rédige une réponse au lieutenant de vaisseau Bayle, signée par les membres du comité éditorial, revendiquant et précisant les valeurs défendues par la revue,.
Le 19 avril 1944, elle obtient l’autorisation du gouverneur Georges Louis Ponton pour accompagner son époux Aimé Césaire en Haïti où il est amené à participer au congrès philosophique d’Haïti. L’année précédente, le 15 décembre 1943, Henri Seyrig, membre de la délégation de la France Libre aux États-Unis , avait adressé au gouverneur une proposition pour sa venue à la suite de la « réputation » dont jouissait déjà Aimé Césaire ainsi qu’il avait pu le constater lui-même. C’est ainsi que le 16 mai 1944, Suzanne Roussi Césaire, professeure contractuelle à l’enseignement technique de la colonie, s’envole pour Haïti.

### Après-guerre
En 1945, les Césaire s'installent au Petit-Clamart (aujourd'hui dans les Hauts-de-Seine), puis retournent en Martinique en 1949. Aimé Césaire démissionne alors du Parti communiste français. En 1952, Suzanne Césaire écrit une pièce de théâtre, Youma, aurore de la liberté (dont le texte est perdu),, et revient en France où elle enseigne en tant que professeur de Lettres au collège Étienne, à Sèvres, puis au lycée technique de la même commune. Féministe engagée, elle participe à l'Union des femmes françaises. Elle se sépare d'Aimé Césaire en avril 1963,. Elle meurt d'un cancer du cerveau en 1966.

## Œuvre
Son œuvre se compose des sept articles qu’elle a publiés dans la revue Tropiques (repris dans Césaire 2009) ainsi que d’une pièce de théâtre :
- Leo Frobenius et le problème des civilisations, avril 1941
- Alain et l'esthétique, juillet 1941
- André Breton, poète, octobre 1941
- Misère d'une poésie, janvier 1942
- Malaise d'une civilisation, avril 1942
- 1943 : le surréalisme et nous, octobre 1943
- Le Grand camouflage, 1945
- Aurore de la liberté, 1952, pièce de théâtre, adaptation libre de la nouvelle Youma de Lafcadio Hearn (texte perdu)

Le travail de Suzanne Césaire durant la première année de Tropiques fait l'éloge de ses inspirations européennes, comme l'ethnologue allemand Leo Frobenius, le philosophe Alain ou encore André Breton ainsi que de leur rôle potentiel en Martinique. Suzanne Césaire a ainsi dressé le portrait complexe de l'identité caribéenne face à la tradition littéraire européenne.

### Pensée du divers
Suzanne Césaire est une pionnière de la pensée du Divers. Selon la linguiste caribéaniste Corinne Mencé-Caster, la pensée du Divers se caractérise par le rejet de l'universalisme occidental et la prise en compte des cultures singulières, ce qui est peut aussi être nommée par universalismes particuliers.

## Influence
La professeure d'études féministes Annette K. Joseph-Gabriel soutient que les travaux de Suzanne Césaire ont constitué une base importante pour la littérature anti-impérialiste caribéenne qui l'a suivie et pour l'activité politique associée. Bien qu'elle n'ait publié que relativement peu d'essais, la longévité de son influence peut être mesurée par les lettres personnelles et les hommages de ses étudiants haïtiens. Son œuvre a célébré les influences multiethniques et multiculturelles qui ont formé l'identité culturelle caribéenne de son temps. Bien qu'elle fût critiquée pour son appropriation de certains stéréotypes, elle les utilisa dans ses travaux pour pousser à la fois le colon et le colonisé à réexaminer leurs perceptions de l'ethnicité.